# Reggimenti della Provincia dell'Elettorato del Reno
La Provincia dell'Elettorato del Reno era composta di principati elettorali di Treviri, Palatinato, Magonza e Colonia. Altri membri minori erano Coblenza, il Ducato di Arenberg e il burgraviato di Rheineck, la Contea di Niederisenburg ed il monastero di Beilstein. Gli eserciti di questa provincia si sono impegnati in particolar modo nella Guerra dei Sette anni dal 1757 al 1763, tuttavia le truppe vennero schierate separatamente.

## Reggimenti

### Fanteria
- Infanterie-Regiment Kurpfalz
- Infanterie-Regiment Kurmainz
- Leib-Regiment Kurköln
- Infanterie-Regiment Kurköln
- Infanterie-Regiment Kurtrier

### Cavalleria
- Kürassier-Regiment Kurpfalz

Il 2 ° e 3 ° squadrone di cavalieri del reggimento Zweibrücken vennero fusi insieme per formare il reggimento corazzieri palatini in occasione della guerra dei sette anni.